# Vladímir Dolgov
Vladímir Dolgov (Unión Soviética, 11 de mayo de 1960-10 de enero de 2022) fue un nadador soviético especializado en pruebas de estilo espalda, donde consiguió ser medallista de bronce olímpico en 1980 en los 100 metros.

## Carrera deportiva
Sus principales victorias deportivas se produjeron en los Juegos Olímpicos de Moscú 1980, donde ganó la medalla de bronce en los 100 metros estilo espalda, con un tiempo de 57.63 segundos, tras el sueco Bengt Baron y el también soviético Viktor Kuznetsov; y en la Universiada de Bucarest 1981, en la que ganó la plata en la misma prueba de 100 metros espalda.